# Kanuverleih

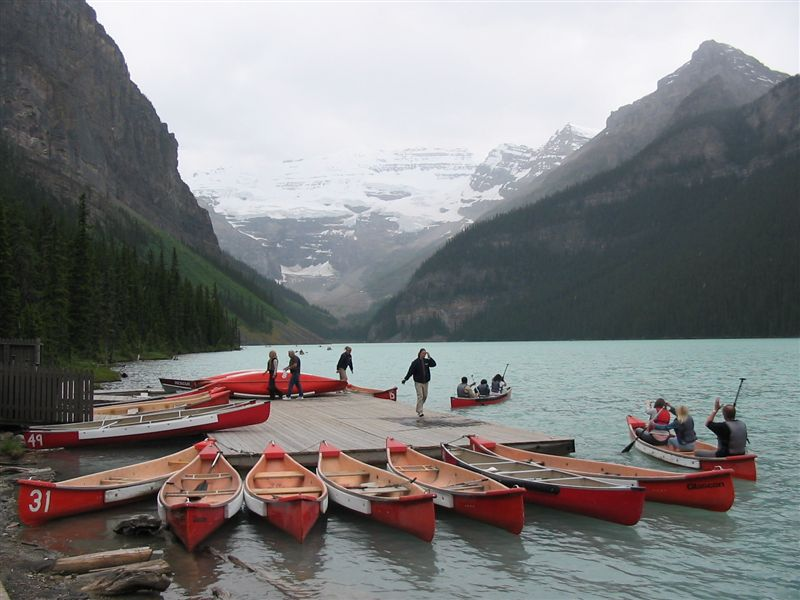
Kanuverleih mit Leihkanus am Lake Louise im Banff National Park, Alberta, Kanada

Ein Kanuverleih ist eine Einrichtung zum Verleih (juristisch korrekt meist einer Vermietung gegen Entgelt) von Kanus ähnlich einem Yachtcharter. Manche Kanuschulen bieten zu ihren Kursen auch den Verleih von Kanus und Ausrüstung an. Neben kommerziellen Verleihern gibt es auch Verleih über den Deutschen Kanu-Verband. Ähnlich wie bei einer DKV-Kanustation wird meist auch eine Möglichkeit eines Campingplatzes oder Biwaks neben einem Bootshaus angeboten.
Kanuverleiher in Deutschland können sich nach dem Qualitätsmanagement Wassertourismus Kanu (QMW Kanu) des Deutschen Tourismusverbandes in Kooperation mit dem Bundesverband Kanu zertifizieren lassen. Das QMW Kanu versteht sich als Qualitätssiegel für naturverträgliche wassertouristische Angebote. Es wurde 2014 eingeführt und löste die früheren Zertifizierungssysteme „Maritimes Qualitätsmanagement“ und „Qualitäts- und Umweltsiegel“ ab. Nach erfolgreicher Zertifizierung darf sich ein Unternehmen für drei Jahre als „zertifizierter Fachbetrieb“ bezeichnen und das Signet „Wassertourismus Deutschland“ verwenden.
Verleiher bieten neben den Booten auch Schwimmwesten, Rettungswesten bzw. Kinderrettungswesten nach EU-Norm und Karten der Wasserwanderrouten und der Umgebung an. Manche Verleiher sind auch gleichzeitig Kanuhändler. Neben der reinen Vermietung werden oft auch geführte Touren angeboten. Ebenso können Transport der Kanus und der Kanuten zum Ausgangspunkt oder vom Endpunkt der Touren angeboten werden.